# Ричи, Гай
Гай Стю́арт Ри́чи, также Ри́тчи (англ. Guy Stuart Ritchie; род. 10 сентября 1968, Хатфилд, Хартфордшир, Англия, Великобритания) — британский кинорежиссёр, сценарист, продюсер, чаще всего работающий в жанре криминальной комедии. Его ранние картины  — «Карты, деньги, два ствола», «Большой куш», «Револьвер», «Рок-н-рольщик» — посвящены криминальному миру Лондона, показанному в духе чёрной комедии, за что Ричи часто сравнивали с Квентином Тарантино. В 2010-е годы Ричи начал чаще снимать крупнобюджетные блокбастеры, среди которых  «Шерлок Холмс», «Агенты А.Н.К.Л.», «Меч короля Артура», «Аладдин». Он возвращался к криминальному жанру в фильмах «Джентльмены» и «Гнев человеческий».

## Биография

### Юность
Гай Ричи родился 10 сентября 1968 года в Хатфилде, графство Хартфордшир. Он — второй из двоих детей Эмбер (урождённой Пэркинсон) и капитана Джона Вивиана Ричи (род. 1928), бывшего морского пехотинца, ставшего затем исполнительным директором рекламной компании. Когда Ричи было 5 лет, его родители развелись. Оба родителя Ричи вступили в повторный брак. Его отец связал жизнь с Ширин Ричи, баронессой Ричи из Бромптона, бывшей моделью, а после — политиком-консерватором. Мать Ричи в 1973—1980 годы была замужем за сэром Майклом Лейтоном, 11-м баронетом из Лотон-парка. Большую часть своей юности Гай Ричи провёл в поместье XVII века, принадлежащем Лейтону. Помимо сестры, у Ричи есть единоутробный брат, Кевин Бейнтон, которого его мама родила в подростковые годы, но отдала на усыновление другой семье. Известно, что родословная Ричи тянется от английского короля Эдуарда I. Дедушкой Гая Ричи по отцу был майор Стюарт Ричи; он умер во Франции в 1940 году во время Второй мировой войны. Бабушкой — Дорис Маргаретта Маклафлин (род. 1896), дочь Вивиана Гай Маклафлина (род. 1865) и Эдит Мартино (род. 1866), благодаря которой у семьи Ричи есть общие предки с Кэтрин, принцессой Уэльской.
У Ричи дислексия. Он учился в школах Windlesham House School и Stanbridge Earls School. Из последней был отчислен в возрасте 15 лет. Аттестат зрелости он получил позже, экстерном.

### Карьера
Одно время Ричи работал курьером, но затем стал быстро прогрессировать в режиссуре рекламного видео. По его словам, он захотел стать режиссёром ещё в школе, где посещал режиссёрский курс. В поисках денег на дебютный фильм Ричи обратился к Питеру Мортону, сооснователю сети Hard Rock Cafe. Тот, в свою очередь, рассказал об идее Ричи своему племяннику Мэттью Вону, который в это время как раз изучал в Лос-Анджелесе кинопроизводство. Он-то и согласился продюсировать проект. В 1995 году Ричи снял свой первый фильм — 20-минутную короткометражку «Трудное дело» — и в 1998 показал его Труди Стайлер, жене Стинга. Впечатлившись работой молодого режиссёра, она приняла решение стать спонсором фильма Ричи, правда, с одним условием: за Стингом будет закреплена небольшая роль. Съёмки продолжались 8 месяцев, и в том же 1998 году полнометражный дебют Гая Ричи «Карты, деньги, два ствола» вышел в прокат в Великобритании и стал международным хитом. Действие стильной криминальной комедии происходит в лондонском Ист-Энде, а сюжет напоминает фильмы Квентина Тарантино. В это время Ричи был представлен Мадонне, на которой он позже женился; саундтрек к фильму выпустил её лейбл Maverick Records.
Второй полнометражный фильм Ричи, «Большой куш», был выпущен в 2000 году. В фильме снялись такие актёры, как Джейсон Стейтем, Стивен Грэм, Алан Форд, Брэд Питт, Бенисио дель Торо и Винни Джонс. Фильм изображал события с точки зрения разных персонажей.
После женитьбы Ричи снял для Мадонны несколько видео, а также полнометражный фильм «Унесённые» с ней в главной роли. В 2002 году Ричи занимался телешоу под названием «Swag», а в 2005 году выпустил «Револьвер» с Джейсоном Стейтемом. В 2008 году Ричи выступил режиссёром и сценаристом криминальной комедии «Рок-н-рольщик», главные роли в котором исполнили Тоби Кеббелл, Том Уилкинсон и Джерард Батлер, а также снимает рекламный ролик для Nike.
В 2009 году в прокат вышел детективный боевик Ричи «Шерлок Холмс» с Робертом Дауни-младшим в роли Холмса и Джудом Лоу в роли доктора Ватсона. Помимо положительных отзывов, фильм собрал более 520 миллионов долларов по всему миру. Ещё большую кассу — более 545 миллионов долларов — заработал сиквел, «Шерлок Холмс: Игра теней», выпущенный в 2011 году.
В июне 2012 было объявлено, что Ричи станет режиссёром адаптации романа Роберта Стивенсона «Остров сокровищ». 20 октября того же года Ричи спродюсировал трейлер игры «Call of Duty: Black Ops II».
В 2015, после долгого перерыва, Гай Ричи представил публике остросюжетную комедию «Агенты А.Н.К.Л.» — о вынужденном сотрудничестве агентов ЦРУ Наполеона Соло (Генри Кавилл) и КГБ Ильи Курякина (Арми Хаммер), а в 2017 году вышел «Меч короля Артура», снятый Ричи по мотивам легенд о короле Артуре. В том же году кинофестиваль The Raindance Film Festival удостоил Гая Ричи авторской премией, назвав его «выдающейся личностью», вдохнувшей «новую жизнь в британскую киноиндустрию» своими «культовыми криминальными комедиями».
В 2019 году в прокат вышел «Аладдин» Гая Ричи. В главных ролях в киноадаптации одноимённого мультфильма 1992 года снялись Мена Массуд, Наоми Скотт и Уилл Смит. На данный момент «Аладдин» — самый успешный (в финансовом плане) проект режиссёра.
13 февраля 2020 года в российский прокат вышла криминальная комедия Ричи «Джентльмены». В фильме снялись Чарли Ханнэм, Генри Голдинг, Мишель Докери, Колин Фаррелл, Хью Грант и Мэттью Макконахи. В апреле 2021 года прошла премьера следующей картины, боевика «Гнев человеческий» с Джейсоном Стейтемом в главной роли, а в начале 2022 года состоялась премьера шпионского триллера «Операция „Фортуна“: Искусство побеждать». В октябре 2021 года стало известно о начале работы над боевиком «Переводчик».
В ноябре 2022 года началась работа над сериалом «Джентльмены» — спин-оффом одноимённого фильма. Ричи продюсирует проект; кроме того, он станет соавтором сценария первого эпизода и срежиссирует две серии.
В апреле 2024 года на экраны вышла картина «Министерство неджентльменских дел», основанная на книге Дэмиена Льюиса «Министерство неджентльменской войны: Как тайные воины Черчилля подожгли Европу и породили современные теневые операции». В фильме показаны события 1939 года, когда Уинстон Черчилль создаёт специальный отряд бойцов для выполнения тайных заданий в тылу врага. 17 января 2025 года выйдет в прокат фильм «В серой зоне». Ещё до его премьеры Ричи начал работу над фильмом «Источник вечной молодости» и сериалом «Молодой Шерлок». 13 мая стало известно, что Ричи станет сценаристом и режиссёром фильма «Жена и пёс», производство которого начнётся в октябре.

### Личная жизнь
Был женат на американской певице Мадонне. После 7 лет супружеской жизни Мадонна и Гай Ричи решили расстаться. Это произошло 15 октября 2008 года. Официально разведены 21 ноября 2008 года. От брака с Мадонной у режиссёра есть сын Рокко, родившийся 11 августа 2000 года: «Чем больше времени я провожу с Рокко, тем больше мне хочется создать фильм для детей». Незадолго до развода Гай и Мадонна усыновили годовалого ребёнка из Малави Дэвида Банду.
С 30 июля 2015 года Гай Ричи женат на модели Джеки Эйнсли, с которой он встречался 5 лет до их свадьбы. У супругов есть трое детей: сын Рафаэль Ричи (род. 5 сентября 2011), дочь Ривка Ричи (род. 29 ноября 2012) и сын Леви Ричи (род. 8 июня 2014).

### Спорт
Гай Ричи имеет чёрные пояса по карате и дзюдо. Является болельщиком футбольного клуба «Челси». 12 августа 2015 года он получил свой заветный чёрный пояс по бразильскому джиу-джитсу от самого Хензо Грейси.

## Фильмография
| Год  |     | Русское название                        | Оригинальное название               | Роль                                         |
| ---- | --- | --------------------------------------- | ----------------------------------- | -------------------------------------------- |
| 1995 | кор | Трудное дело                            | The Hard case                       | режиссёр, сценарист                          |
| 1998 | ф   | Карты, деньги, два ствола               | Lock, stock and two smoking barrels | режиссёр, сценарист                          |
| 2000 | ф   | Большой куш                             | Snatch                              | режиссёр, сценарист                          |
| 2001 | кор | BMW напрокат                            | The Hire (segment «Star»)           | режиссёр, сценарист                          |
| 2001 | ф   | Костолом                                | Mean machine                        | продюсер                                     |
| 2002 | ф   | Унесённые                               | Swept away                          | режиссёр, сценарист                          |
| 2005 | ф   | Револьвер                               | Revolver                            | режиссёр, сценарист                          |
| 2007 | кор | Подозреваемый                           | Suspect                             | режиссёр, сценарист                          |
| 2008 | ф   | Рок-н-рольщик                           | RocknRolla                          | режиссёр, сценарист, продюсер                |
| 2009 | ф   | Шерлок Холмс                            | Sherlock Holmes                     | режиссёр                                     |
| 2011 | ф   | Шерлок Холмс: Игра теней                | Sherlock Holmes: A Game of Shadows  | режиссёр                                     |
| 2015 | ф   | Агенты А.Н.К.Л.                         | The Man from U.N.C.L.E.             | режиссёр, сценарист                          |
| 2017 | ф   | Меч короля Артура                       | King Arthur: Legend of the Sword    | режиссёр, сценарист, продюсер                |
| 2019 | ф   | Аладдин                                 | Aladdin                             | режиссёр, сценарист                          |
| 2020 | ф   | Джентльмены                             | The Gentlemen                       | режиссёр, сценарист, продюсер                |
| 2021 | ф   | Гнев человеческий                       | Wrath of Man                        | режиссёр, сценарист                          |
| 2023 | ф   | Операция «Фортуна»: Искусство побеждать | Operation Fortune                   | режиссёр, сценарист                          |
| 2023 | ф   | Переводчик                              | The Covenant                        | режиссёр, сценарист                          |
| 2024 | с   | Джентльмены                             | The Gentlemen                       | шоураннер, режиссёр, сценарист, продюсер     |
| 2024 | ф   | Министерство неджентльменских дел       | Ministry of Ungentlemanly Warfare   | режиссёр, сценарист                          |
| 2025 | с   | Гангстерленд                            | MobLand                             | режиссер, сценарист, исполнительный продюсер |
| 2025 | ф   | Источник вечной молодости               | Fountain of Youth                   | режиссёр, продюсер                           |
| 2025 | ф   | В серой зоне                            | In the Grey                         | режиссёр, сценарист, продюсер                |
|      | ф   | Жена и пёс                              | Wife & Dog                          | режиссёр, сценарист, продюсер                |
|      | ф   | Аладдин 2                               | Aladdin 2                           | режиссёр, сценарист, продюсер                |
|      | с   | Молодой Шерлок                          | Young Sherlock                      | шоураннер, режиссер, продюсер                |